# Wülperode
Wülperode is een plaats en voormalige gemeente in de Duitse deelstaat Saksen-Anhalt, en maakt deel uit van de Landkreis Harz.
Wülperode telt 549 inwoners.